# Toxopneustes pileolus
Toxopneustes pileolus, thường được gọi là nhím biển hoa, là một loài cầu gai phổ biến và thường gặp từ Ấn Độ-Tây Thái Bình Dương. Loài này được coi là rất nguy hiểm, vì vết chích có khả năng gây nhức nhối và có tác động đáng kể khi người ta chạm vào nó. Loài này sinh sống ở rạn san hô, thảm cỏ biển, và môi trường đá hoặc cát ở độ sâu lên đến 90 m (295 ft). Chúng ăn tảo, bryozoans, và mùn bã hữu cơ.
Tên phổ biến của loài này có nguồn gốc từ pedicellariae như bông hoa và rất đặc trưng của nó, các vảy gai này thường trắng-hơi hồng đến trắng-hơi vàng. Chúng có gai ngắn và thẳng, mặc dù các gai này thường ẩn bên dưới các pedicellariae.